# Cheney (Yonne)
Cheney es una localidad y comuna francesa situada en la región de Borgoña, departamento de Yonne, en el distrito de Avallon y cantón de Tonnerre.

## Demografía
| 377 | 333 | 326 | 342 | 322 | 318 | 280 | 300 | 300 | 293 | 317 | 315 | 307 | 293 | 263 | 268 | 258 | 242 | 240 | 226 | 187 | 197 | 198 | 176 | 262 | 227 | 185 | 196 | 187 | 254 | 249 | 264 | 267 |
| Para los censos de 1962 a 1999 la población legal corresponde a la población sin duplicidades (Fuente: INSEE [Consultar]) |     |     |     |     |     |     |     |     |     |     |     |     |     |     |     |     |     |     |     |     |     |     |     |     |     |     |     |     |     |     |     |     |